# The Man with the Child in His Eyes
‘The Man with the Child in His Eyes’는 잉글랜드의 싱어송라이터 케이트 부시의 노래이다. 1978년 EMI 레코드를 통하여 발매한 첫 번째 정규 음반 “The Kick Inside”의 다섯 번째 수록곡이자 같은 해 5월 26일 ‘Wuthering Heights’ 다음으로 나온 두 번째 싱글이다.

## 배경
부시는 13살 때 ‘The Man with the Child in His Eyes’를 썼으며 16살에 녹음하였다. 1975년 6월 런던에 위치하 AIR 스튜디오에서 진행된 녹음은 핑크 플로이드의 기타리스트 데이비드 길모어의 지휘 하에 진행되었다. 당시 부시는 어린 나이에 대형 오케스트라와 함께 녹음하는 것이 두려웠다고 언급했다. 1978년 여름 영국에서 발매되어 싱글 차트에서 6위를 찍었다. 미국에서는 같은 해 12월에 발매되었으며, 1979년 초 85위를 기록하며 빌보드 차트에 오른 부시의 첫 싱글이 됐다. 한편 부시는 폴 섀퍼의 피아노와 함께 새터데이 나이트 라이브에서 ‘The Man with the Child in His Eyes’를 공연하였다.
싱글 버전의 노래와 음반에 수록된 노래는 약간의 차이점이 존재하는데, 싱글에서는 "he's here!"라는 말로 노래를 시작하는데, 이는 음반 발매 후 추가된 효과이다.
2010년, 부시의 첫 남자친구이자 라디오 및 텔레비전 진행자인 스티브 블랙넬은 음악 기념품 웹사이트인 991.com에서 부시가 손으로 쓴 노래의 가사를 올렸다. 해당 가사는 "in hot pink felt tip, complete with Kate Bush's own little pink circles in place of dots over the "i"'s."라 적혀 있었다.
부시는 자신이 누구를 생각하고 썼는 지에 대해는 말한 적이 없지만, 백넬은 부시와 가까운 사람이 자신에 대한 곡을 썼다고 말했다. 해당 인물은 길모어였을 것으로 오랜 시간 동안 추정됐다.
1979년, 아이버 노벨로 어워드에서 뛰어난 영국 작사상을 받았다.

## 트랙 리스트
7" 싱글 (EMI 2806) (영국)
1. The Man with the Child in His Eyes – 2:42
2. Moving – 3:06

## 차트 성과
| 차트 (1978)                       | 최고 순위 |
| --------------------------------- | --------- |
| 영국 싱글 차트                    | 6         |
| 오스트레일리아 (켄트 뮤직 리포트) | 22        |
| 더치 톱 40                        | 27        |
| 더치 싱글 톱 100                  | 23        |
| 아일랜드 싱글 차트                | 3         |
| 뉴질랜드 싱글 차트                | 36        |
| 미국 빌보드 핫 100                | 85        |